# Jules-Antoine Bührer
Jules-Antoine Bührer, francoski general, * 25. september 1879, † 9. september 1965.